# Тетерюк, Василий Степанович
Василий Степанович Тетерюк — советский хозяйственный, государственный и политический деятель, Герой Социалистического Труда.

## Биография
Родился в 1914 году близ Волновахи. Член КПСС с 1940 года.
С 1934 года — на хозяйственной, общественной и политической работе. В 1934—1978 гг. — на комсомольской и партийной работе в Сталинской области Украинской ССР, участник Великой Отечественной войны, представитель политотдела 6-й армии при 911-м стрелковом полку 244-й стрелковой дивизии, заведующий отделом пропаганды и агитации Марьинского райкома КП(б) Украины, первый секретарь Ольгинского райкома КП Украины, первый секретарь Волновахского райкома Компартии Украины (1959—1980).
Указом Президиума Верховного Совета СССР от 22 декабря 1977 года присвоено звание Героя Социалистического Труда с вручением ордена Ленина и золотой медали «Серп и Молот».
Делегат XXIII и XXIV съезда КПСС.
Умер после 1985 года.